# Nationalzeitung (Essen)
Die Nationalzeitung (auch: National-Zeitung) aus Essen war eine Zeitung der NSDAP, die von 1930 bis 1945 verlegt wurde.

## Geschichte
Am 1. August 1929 wurde Josef Terboven zum Leiter des neugebildeten NS-Gaues Essen ernannt und gründete im gleichen Jahr die Nationalzeitung. Als Otto Wagener 1930 die Nationalzeitung in Essen aufbaute, erhielt er von Theodor Reismann-Grone Unterstützung, obwohl Reismann-Grone die Nationalzeitung als Wettbewerber für seine Rheinisch-Westfälische Zeitung erkannte. Der Gründer des Alldeutschen Verbands Reismann-Grone war Anhänger der NSDAP, in seiner Rheinisch-Westfälischen Zeitung wurde wohlwollend über den Wahlkampf der NSDAP berichtet. Er vermittelte eine Druckerei. Reismann-Grones Schwiegersohn Otto Dietrich gab die Leitung des Handelsteils der München-Augsburger Abendzeitung und die Stelle als München-Korrespondenten der Leipziger Neuesten Nachrichten (LNN) auf, kehrte nach Essen zurück und wurde Hauptschriftleiter der Nationalzeitung.
Als die Nationalzeitung in finanzielle Schwierigkeiten geriet, wandte sich Wagener an Hans von Loewenstein zu Loewenstein, das geschäftsführende Vorstandsmitglied des Bergbauvereins. Reismann-Grone war früher Generalsekretär des Bergbauvereins. Wagener wurde von Löwenstein an Ludwig Grauert, den Geschäftsführer des Arbeitgeberverbandes, weiterempfohlen. Der Arbeitgeberverband gab der Nationalzeitung ein Darlehen, nach Wagener von 50.000 Reichsmark, nach Grauert von 100.000 Reichsmark. Den Kredit zahlte die NSDAP nie zurück. Er war Überbrückungshilfe über die Reichstagswahl am 14. September 1930. Bis Mitte Dezember 1930 war die Nationalzeitung ein vergleichsweise zurückhaltendes NSDAP-Organ.
Die österreichische NSDAP und der Völkische Beobachter wurden am 19. Juni 1933 in Österreich verboten. Ab dem Juliabkommen 1936 bis zum Anschluss Österreichs 1938 war die Nationalzeitung in Österreich zugelassen. Dann wurde der Völkische Beobachter auch in Wien gedruckt.
Die Nationalzeitung erschien in verschiedenen Bezirksausgaben und mit mehreren Beilagen. 1939 hatte sie eine Gesamtauflage von 167.076 Exemplaren (Bezirksausgabe Groß-Essen 39.962).